# Podolampadaceae
Famille
Les Podolampadaceae sont une famille d'algues dinoflagellés de l’ordre des Peridiniales.

## Étymologie
Le nom vient du genre type Podolampas, dérivé du grec ποδία / podia, «  pied ; jambe », et λάμπω / lampo, briller, littéralement « lamp à pied »probablement en référence à la forme de l'organisme.

## Liste des genres
Selon AlgaeBase (16 janvier 2022) :
- Blepharocysta Ehrenberg
- Gaarderia Carbonell-Moore
- Gaarderiella Carbonell-Moore
- Heterobractum Carbonell-Moore
- Lissodinium Matzenauer
- Mysticella Carbonell-Moore
- Parrocelia Gourret
- Podolampas F.Stein
- Roscoffia Balech